# الصورة النمطية للأرجنتينيين

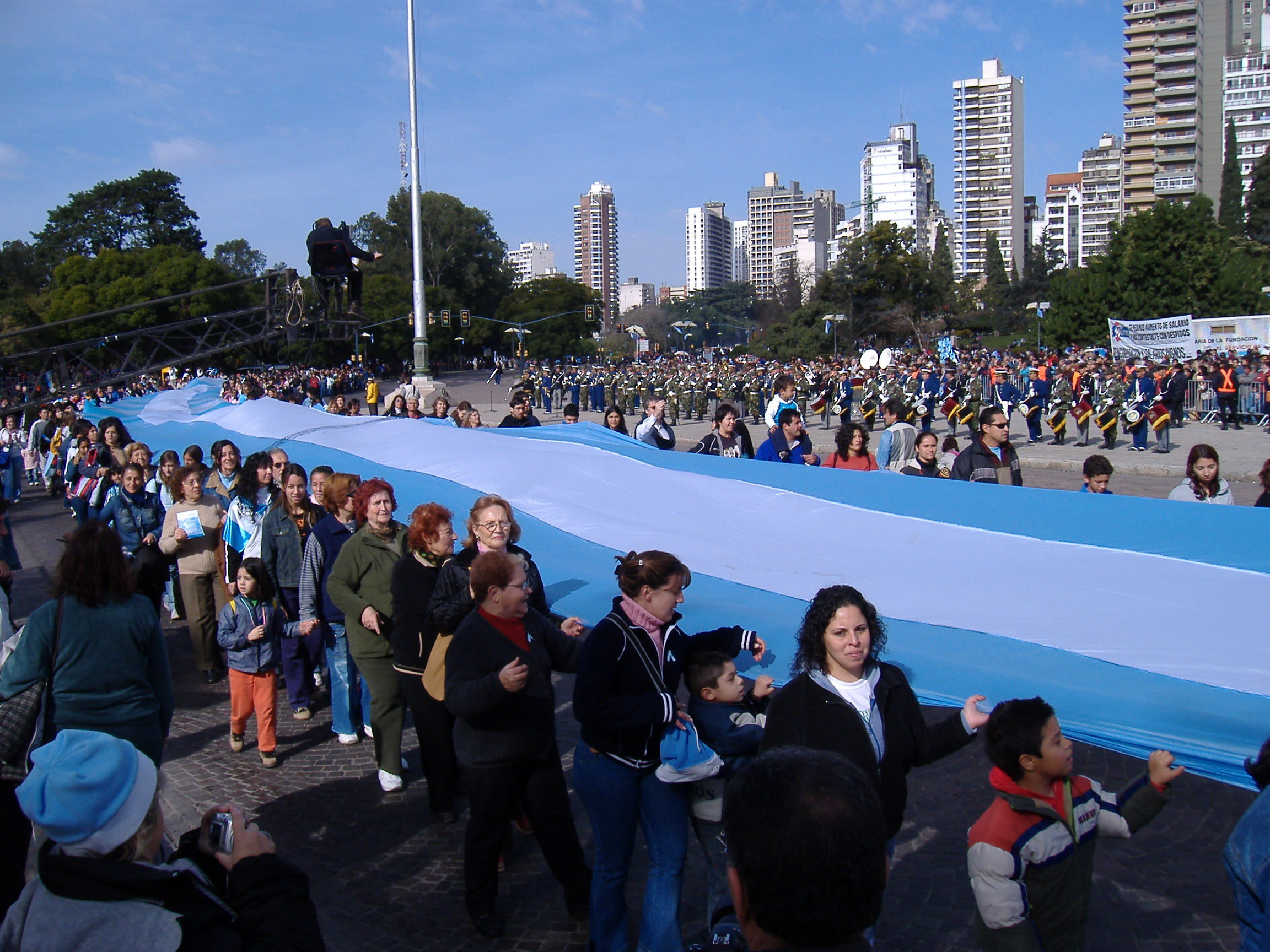
أرجنتينيون يحملون علم الأرجنتين.

الصورة النمطية للأرجنتينيين هي صورة نمطية الأرجنتينيين قد تعكس أو لا تعكس الواقع. وتختلف الصورة النمطية المرتبطة بالأرجنتين من بلد إلى آخر اعتماداً على الصورة النمطية السائدة في كل ثقافة.
في البرازيل والأوروغواي يتم تصوير الأرجنتينيين على أنهم متعجرفين وفخورين ونرجسيين وعنصريين. الصورة النمطية عن الأرجنتينيين في الأوروغواي أنهم ثرثارين ولونفاردو ومليئين بالشعور بالعظمة والحسد والسرعة والمبالغة. وغالباً ما يُصور الأرجنتينيين في تشيلي على أنهم عنصريين ومتسللين ومتغطرسين. وبالإضافة إلى ما سبق، يتم تصوير الأرجنتينيين أيضًا على أنهم كسولون أو بلا جدوى، ولكن أيضًا طيبون ومبتهجون في استطلاعات الرأي العلمية.
في إسبانيا وبلدان أمريكا الجنوبية الأخرى مثل بيرو، يتم تصوير الأرجنتينيين على أنهم عاطفيون - رغم الخشونة إلى حد ما - ويتمتعون بالنبالة والصدق والطيبة.